# Gallintestinimicrobium
Gallintestinimicrobium es un género de bacterias de la familia Lachnospiraceae. Actualmente (2023) sólo contiene una especie: Gallintestinimicrobium propionicum. Fue descrito en el año 2022. Su etimología hace referencia a intestino de pollos. El nombre de la especie hace referencia a ácido propiónico. Se ha aislado de heces humanas y se ha detectado en el intestino de pollos. Produce propionato y acetato. El contenido de G+C es de 47,4%. 